# Josh Miller
Josh Miller (ur. 30 maja 1987 w Charleston) – amerykański koszykarz, występujący na pozycji rozgrywającego, aktualnie wolny agent.
Cechuje go duża szybkość i zwinność. Jego dotychczasowe rekordy w PLK (stan na 20.11.11) to: 31 punktów w meczu z Polpharmą, 12 asyst w meczu z ŁKSem Łódź i 5 zbiórek w meczu z PBG Basketem Poznań. Był również jednym z najniższych zawodników w PLK (mierzy zaledwie 168 cm wzrostu). Wystąpił w Meczu Gwiazd PLK 2012, w Katowicach, jako rezerwowy drużyny Południa.
29 grudnia 2015 roku powrócił do Polski, podpisując po raz kolejny umowę z zespołem Siarki Tarnobrzeg. Został zwolniony 20 stycznia 2016 roku, z powodu nieodpowiedniej dyspozycji fizycznej.

## Osiągnięcia
- Uczestnik Meczu Gwiazd PLK (2012)

## Statystyki podczas występów w PLK
| Sezon     | Drużyna   | M  | S5 | MPG  | FG%   | 3P%   | FT%   | RPG | APG | SPG | BPG | PPG  |
| --------- | --------- | -- | -- | ---- | ----- | ----- | ----- | --- | --- | --- | --- | ---- |
| 2011/2012 | Siarka    | 35 | 33 | 32,5 | 40,0% | 35,0% | 75,2% | 2,2 | 4,8 | 1,4 | 0,0 | 15,6 |
| 2012/2013 | Polpharma | 1  | 1  | 13,6 | 0,0%  | 0,0%  | 0,0%  | 1,0 | 1,0 | 1,0 | 0,0 | 0,0  |
| 2014/2015 | Jezioro   | 30 | 30 | 34,4 | 37,6% | 30,3% | 79,4% | 2,2 | 5,8 | 1,5 | 0,0 | 14,4 |